# Foua (Tonga)
Foua est une île du district de Lulunga, dans le groupe d'îles de Ha'apai, aux Tonga.

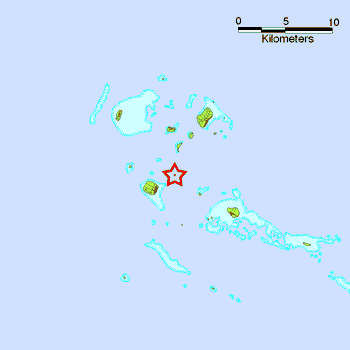
Carte de localisation de Foua